# Oleh Lykow
Oleh Wiktorowytsch Lykow (ukrainisch Олег Вікторович Ликов; * 1. August 1973 in Dnipropetrowsk) ist ein ehemaliger ukrainischer Ruderer. Er gewann eine olympische Bronzemedaille sowie bei Weltmeisterschaften einmal Silber und einmal Bronze.

## Sportliche Karriere
Der 2,02 m große Oleh Lykow trat bei den Junioren-Weltmeisterschaften 1991 noch für die Sowjetunion an und belegte den zehnten Platz im Zweier mit Steuermann. Ab 1993 ruderte er im ukrainischen Achter und belegte den achten Platz bei den Weltmeisterschaften 1993 und 1995. 1994 erreichte der Achter das A-Finale, wurde aber aus der Wertung genommen. 1996 bei den Olympischen Spielen in Atlanta belegte Lykow mit dem ukrainischen Achter den zehnten und letzten Platz.
1997 wechselte Lykow in den Doppelvierer. Der ukrainische Doppelvierer mit Lykow, Oleksandr Martschenko, Leonid Schaposchnykow und Oleksandr Saskalko gewann bei den Weltmeisterschaften 1997 auf dem Lac d’Aiguebelette die Bronzemedaille hinter den Italienern und Deutschen. 1998 belegte der ukrainische Doppelvierer im Ruder-Weltcup dreimal einen Medaillenrang. Bei den Weltmeisterschaften in Köln gewannen die Ukrainer das B-Finale und belegten somit den siebten Platz. Ein Jahr später bei den Weltmeisterschaften in St. Catharines ruderten die Ukrainer über den Hoffnungslauf ins Finale. Dort siegten die Deutschen mit drei Sekunden Vorsprung vor Lykow, Martschenko, Schaposchnykow und Saskalko. Die vier Ukrainer erreichten auch bei den Olympischen Spielen 2000 in Sydney das A-Finale und belegten den sechsten Platz.
2001 wurde der ukrainische Doppelvierer umbesetzt. Hennadij Sachartschenko, Kostjantyn Saizew, Oleh Lykow und Leonid Schaposchnykow belegten den vierten Platz bei den Weltmeisterschaften in Luzern mit zwei Sekunden Rückstand auf die drittplatzierten Italiener. 2002 erreichten Kostjantyn Saizew, Serhij Bilouschtschenko, Oleh Lykow und Leonid Schaposchnykow ebenfalls den vierten Platz und wie im Vorjahr betrug der Rückstand auf die drittplatzierten Italiener etwa zwei Sekunden. 2003 belegte der ukrainische Doppelvierer mit Dmytro Prokopenko, Oleh Lykow, Leonid Schaposchnykow und Serhij Hryn den 13. Platz bei den Weltmeisterschaften in Mailand. Im Jahr darauf trat der ukrainische Doppelvierer bei den Olympischen Spielen 2004 in Athen mit Hryn, Bilouschtschenko, Lykow und Schaposchnykow an. Nach einem zweiten Platz im Vorlauf hinter dem tschechischen Boot und einem dritten Platz im Halbfinale hinter den Polen und den Deutschen erreichten die Ukrainer im Finale mit zwei Sekunden Rückstand auf die Russen und 1,4 Sekunden Rückstand auf die Tschechen den dritten Platz.
2005 erreichte der ukrainische Doppelvierer bei allen drei Regatten im Ruder-Weltcup das A-Finale. Bei den Weltmeisterschaften in Gifu belegten Schaposchnykow, Bilouschtschenko, Lykow und Hryn den vierten Platz im B-Finale und damit den zehnten Platz in der Gesamtwertung. Nach einem Jahr Pause kehrte Lykow 2007 im Doppelzweier zurück. Bei den Weltmeisterschaften in München ruderte er mit Hennadij Sachartschenko ins D-Finale. Drei Wochen nach den Weltmeisterschaften wurden in Posen die Europameisterschaften 2007 ausgetragen. Die Ukrainer traten mit Wolodymyr Pawlowskyj, Bilouschtschenko, Lykow und Hryn an und belegten den vierten Platz mit einer Sekunde Rückstand auf die drittplatzierten Weißrussen. Hryn, Pawlowskyj, Lykow und Bilouschtschenko bildeten auch den Doppelvierer, der bei den Olympischen Spielen 2008 in Peking den achten Platz belegte. Einen Monat nach den Olympischen Spielen gewannen die vier Ukrainer die Bronzemedaille bei den Europameisterschaften 2008 in Athen.
2009 trat Oleh Lykow bei den Weltmeisterschaften in Posen im Zweier mit Steuermann an, nur die Ukrainer verpassten den Einzug ins A-Finale. Bei den Europameisterschaften 2010 in Montemor ruderte Lykow im ukrainischen Achter und gewann die Bronzemedaille. Bei den Weltmeisterschaften 2010 in Neuseeland im November 2010 belegte der ukrainische Achter den zehnten und vorletzten Platz. 2011 belegte der Achter bei den Weltmeisterschaften in Bled den siebten Platz. Bei den Europameisterschaften in Plowdiw gewannen die Ukrainer die Bronzemedaille hinter den Polen und den Tschechen. Im Jahr darauf belegte der ukrainische Achter den achten Platz bei der Olympischen Regatta in Eton. Bei den Europameisterschaften in Varese ruderte Lykow zusammen mit Serhij Tschykanow auf den neunten Platz im Zweier ohne Steuermann. Die beiden traten auch bei den Europameisterschaften 2013 zusammen an und belegten den achten Platz. Nach einem Jahr Pause kehrte Lykow 2015 noch einmal zurück und belegte mit dem Achter den siebten Platz bei den Europameisterschaften in Posen. Bei den Weltmeisterschaften 2015 auf dem Lac d’Aiguebelette belegte er im Zweier mit Tschykanow den 24. Platz.